# Pregonero (Venezuela)
Pregonero es la capital del municipio Uribante del Estado Táchira en Venezuela, condición que ostenta desde la creación del Distrito Uribante por parte de la Asamblea Legislativa del Gran Estado de Los Andes, con sede en Mérida, en 1890. En 1893 se nombraron las primeras autoridades.

## Fundador
Hay versiones encontradas sobre la fundación de Pregonero. Los habitantes sostienen que el pueblo fue fundado en dos ocasiones. La primera en el sitio de La Poncha, Aldea Rubio, muy cerca de donde está el convento de los Monjes Camaldulenses, frente a la cola de la actual Represa Uribante Caparo. Se dice que los indígenas atacaron al clérigo que estaba evangelizando a los indígenas que habían aceptado el proceso de conversión a la religión católica, La Segunda fundación ocurrió posteriormente, bien entrado el siglo XVIII.
Fue fundado en la segunda mitad del siglo XVIII por Francisco de Borja y Mora. La fundación fue el resultado de un proceso de transformación urbana que tuvo lugar en la comarca, a raíz de la composición de tierras baldías que realizó el cabildo de La Grita, a partir de 1783. Don Francisco de Borja y Mora era un ciudadano de origen español que los indígenas aceptaban en los dominios étnicos. Ayudó a la transformación de la ranchería indígena en pueblo de blancos y por eso se le considera el fundador del pueblo. También contribuyeron a esta jornada los hermanos José Antonio y Vicente Orozco, así como Ignacio Márquez.

## Clima
La población se caracteriza por poseer un clima agradable y fresco. Según el Sistema de Koeppen se define con la fórmula AWi' o Clima Tropical Lluvioso de Sabana, con precipitaciones máximas en verano e invierno seco.
El promedio de temperatura es de 21 °C y precipitación cercana a los 1400 mm anuales, registrados en la estación meteorológica ubicada en la Escuela Integral Bolivariana José de Jesús Sánchez Carrero.
Los vientos provienen principalmente de los llanos venezolanos. Al anochecer se producen brisas de montaña que otorgan al poblado la condición climática de temperaturas suaves y clima templado.

## Ubicación relativa
Está ubicado cerca de la represa Uribante Caparo. Se ubica hacia el centro del Municipio Uribante.
El casco urbano es integrado por 4 carreras y 13 calles. A los alrededores de este existen barrios tales como Sta. Eduvigues, San Miguel, Sta. Lucía, Colinas de Uribante, Potreritos, El Calvario, La Vega, La Esperanza, La Montaña, etc. El crecimiento del pueblo se ha visto acelerado en los últimos 5 años, se comenzaron la construcción de edificios y obras de particulares.

## Economía
La población vive de la actividad cafetera, ganadería y horticultura. El turismo, con base en las atracciones naturales y culturales andinas, tiene posibilidades de desarrollo en Pregonero.
La población de Pregonero cuenta con diversas potencialidades para el desarrollo de la agricultura, el turismo y la generación de energía eléctrica.

## Planta urbana

### Centros de salud
El municipio cuenta con el Hospital Tipo I San Roque, el cual dispone de sala de partos y presta atención preferente a mujeres multíparas. Sin embargo, debido a la falta de especialistas, las primigestas suelen ser referidas a la ciudad de San Cristóbal. El hospital no posee quirófano, aunque se ha habilitado una sala para cirugías menores y procedimientos traumatológicos. Los casos de mayor complejidad son trasladados a la capital del estado. En cuanto al personal especializado, el hospital cuenta únicamente con un especialista en el área de epidemiología.
Además del hospital, el municipio dispone de un Centro de Diagnóstico Integral (CDI), una sede del programa Barrio Adentro y un Centro de Rehabilitación Integral (CRI). Todos estos centros cuentan con salas de hospitalización. Cabe destacar que el municipio presenta una alta incidencia de casos de cáncer, especialmente de tipo estomacal.

### Espacios públicos
La localidad posee dos plazas urbanas principales. La Plaza Bolívar, ubicada frente a la Iglesia Matriz de San Antonio de Padua, es el escenario de desfiles, actos culturales, eventos políticos y actividades recreativas, especialmente durante temporadas altas y los días domingo. La segunda es la Plaza Miranda, situada frente a la Iglesia Nuestra Señora del Carmen.

### Educación
Entre las principales instituciones educativas del municipio se encuentran la Escuela Bolivariana Sánchez Carrero, el Simoncito, el Liceo Bolivariano Francisco de Borja y Mora, el Colegio Santa Mariana de Jesús, la Escuela Estatal José Ignacio Cárdenas y la Escuela Especial.

### Deporte
La principal instalación deportiva del municipio es el estadio José Ramón Sánchez Mora. En este espacio se celebra anualmente el campeonato de fútbol inter-aldeas, en el que participan clubes deportivos provenientes de distintas comunidades del municipio.

## Autoridades
El primer alcalde fue el señor Edilio Roa Valero. El primer presidente del Concejo en la época democrática fue el señor Adolfo Contreras. Otros Alcaldes han sido Euro Antonio Contreras, Baudilio Carrero, José Candelario Ramírez, Agustín Oswaldo Moreno Contreras, Magaly Rosales, Yoel Contreras y actualmente Jesús Olinto Contreras Andrade.

## Límites
El Municipio Uribante limita al Norte y al este con el Estado Mérida. Al Sur con los Municipios Libertador y Fernández Feo. Al oeste con los Municipios Cárdenas, Sucre, Francisco de Miranda y Jauregui y la fundación